# Masse ajoutée
La masse ajoutée (ou masse additive ou masse apparente additionnelle) est la quantité d’inertie intégrée à certaines modélisations du déplacement d'un corps dans un fluide pour rendre compte pleinement des accélérations ressenties par le fluide lors de sa mise en mouvement ou lors de l'interruption de ce mouvement.
En Mécanique des fluides stationnaire, cette masse ajoutée n'est plus à prendre en compte puisque le facteur temps n'intervient plus (les écoulements étant les mêmes à tous les instants) ou, ce qui est plus intuitif, parce que l'accélération des particules fluides en tout point donné est identique à chaque instant.

## Exemple explicatif
On peut prendre comme exemple le mouvement d'un pendule dans l'air, pendule simple qui serait constitué d'une sphère oscillant au bout du fil (fil supposé sans masse et de diamètre aérodynamiquement négligeable). L'étude de ce mouvement doit évidemment intégrer la masse du pendule ; mais elle doit aussi intégrer la masse de l'air qui est mise en mouvement puis freinée à chaque oscillation (si l'on n'est pas féru des lignes de courant autour de la sphère, on peut considérer la mise en mouvement de l'air qui se trouve devant cette sphère et lui fait obstacle en début d'oscillation, puis le freinage de l'air qui est derrière la sphère à la fin de l'oscillation).

La quantité d'air mis en mouvement lors de la mise en mouvement de la sphère et de son freinage est, ainsi que l'indique la mécanique des fluides, directement proportionnelle à son volume. Ceci explique que la masse ajoutée de ce corps s'exprimera en fonction de ce volume (ainsi, bien sûr, qu'en fonction de la Masse Volumique du fluide).

## Principe

### Contexte
Selon la seconde loi de Newton, une force F appliquée à un corps de masse M lui communique une accélération {\displaystyle a} telle que :
Cette loi suppose que le corps est dans le vide et elle s'applique approximativement s'il se trouve dans un fluide dont la masse volumique est faible par comparaison avec sa propre masse volumique. Si le corps se trouve dans l'eau, ou plus exceptionnellement dans l'air (cas des dirigeables, du fait de leur taille énorme), la force est partiellement utilisée pour communiquer une accélération aux particules fluides, c.-à-d. organiser l'écoulement du fluide autour du corps (lors de sa mise en mouvement, ne serait-ce que pour chasser le fluide qui se trouve devant le corps et lui fait obstacle).

### Simplification linéaire
S'il n'y a pas de perte d'énergie dans des tourbillons ou dans la turbulence (écoulement irrotationnel), les équations deviennent linéaires. Si, de plus, on néglige la viscosité (fluide parfait), la correction est proportionnelle à l'accélération du corps, le coefficient de proportionnalité Ma étant défini comme la masse ajoutée du corps :
Cette masse ajoutée est proportionnelle à la masse volumique ρ du fluide, le coefficient de proportionnalité étant un volume. On exprime celui-ci comme le produit d'un volume de référence V, qui est souvent le volume occupé par le corps, multiplié par un coefficient de masse ajoutée K :
Ces considérations décrivent correctement la réalité tant que l'excursion reste petite par comparaison avec les dimensions du corps. Dans ce cas, il est possible de calculer analytiquement le coefficient de masse ajoutée s'il a une forme géométrique simple (1 pour le cylindre à section circulaire, ½ pour la sphère). Pour un corps de forme quelconque, on peut obtenir une excellente approximation par des méthodes numériques.

### Limite
Lorsque l'excursion est assez importante pour qu'un sillage tourbillonnaire, voire turbulent, puisse se créer, le problème est beaucoup plus compliqué. On ne peut le résoudre qu'en utilisant des données expérimentales qu'il faut interpréter en termes de nombres sans dimension. Une méthode, qui peut donner de bons résultats si elle est utilisée soigneusement, consiste à considérer la force hydrodynamique comme la somme d'une force d'inertie dépendant de l'accélération selon la formule précédente et d'une force de traînée dépendant de la vitesse, cette dernière étant exprimée conformément au raisonnement décrit dans le lien précédent. Les coefficients de masse ajoutée et de traînée doivent alors être exprimés en fonction des résultats expérimentaux via des nombres sans dimension, incluant le rapport de l'excursion à une dimension caractéristique du corps.

## Cas du fluide accéléré
Considérons un fluide, de masse volumique ρ, soumis à une accélération du/dt. Si on isole par la pensée une partie V du volume, celle-ci est accélérée par une force provenant du fluide extérieur :
Un solide mis à la place du volume fluide subit cette même force, résultante des pressions dans le fluide non perturbé. Elle se nomme alors force de Froude-Krylov mais, si le solide est fixe, il s'y ajoute une force analogue à la force de masse ajoutée qui correspond à la déformation des filets fluides :
(Le signe est correct pour cette force extérieure ; la force extérieure due à la masse ajoutée devait également apparaître au second membre de l'équation de la dynamique mais avec un signe moins.)
La force totale s'écrit donc, en ajoutant 1 au coefficient de masse ajoutée :
Pour un déplacement du fluide important par rapport aux dimensions de l'obstacle, il faut corriger cette formule de manière analogue à ce qui a été fait lors de l'accélération du corps, mais un autre problème peut se poser. En effet, le cas d'une accélération identique dans toute une masse de fluide ne peut se rencontrer qu'exceptionnellement.
En particulier dans les vagues, les accélérations varient d'un point à un autre, la formule précédente n'est donc qu'une approximation valable pour des corps assez petits par rapport aux longueurs d'onde. Pour les corps de dimensions importantes, comme les navires, la formule est invalidée et il faut effectuer des calculs de diffraction, généralement sous forme numérique.